# K Zonhoven VV
Dernière mise à jour : 9 août 2020.
Le (Koninklijke) Zonhoven United Football Club est un club de football belge, basé dans la ville de Zonhoven, dans le Limbourg. Fondé en 1939 sous le nom de Zonhoven FC Vlug enVrij, il porte le matricule 2780. 
Quelques jours avant d'adapter son nom à son titre de « Société Royale », le club change une première fois sa dénomination en retirant les mots « Football Club ». Il devient ainsi le K. Zonhoven V&V. Il a disputé 20 saisons dans les divisions nationales belges, dont 3 au troisième niveau. Il en est toutefois absent depuis 30 saisons.
Le cercle tire son nom actuel d'une fusion intervenue le 1er juillet 2019 avec le FC Melosport Zonhoven (matricule 9130), fondé le 26 juillet 1988.  Ce club évoluait depuis 2016 en « P1 Limbourg ». La fusion initialement prévue pour 2018-2019 ne prend cours qu'une saison plus tard . C'est le matricule 2780 qui est conservé.
Le club évolue en 2020-2021 en première provinciale limbourgeoise.

## Histoire
Le club du Zonhoven Vlug en Vrij est fondé le 10 janvier 1939, et s'affilie immédiatement à l'Union Belge, soit le 15 janvier 1939 et se voit attribuer le matricule 2780. Peu après son adhésion, concrètement le 17 mars 1939, le club adapte son nom en Zonhoven Football Club Vlug en Vrij. Il conserve cette appellation jusqu'en 1989.
Le cercle choisit d'utiliser les couleurs jaune et bleu pour son équipement, et débute dans les séries provinciales limbourgeoises. En trois saisons, le club parvient en deuxième provinciale, le plus haut niveau non-national à l'époque. Relégué d'un niveau en 1947, il remonte trois ans plus tard. Lors de la réforme des compétitions en 1952, le club intègre la première provinciale, qui devient le plus haut niveau provincial.
Après 19 saisons passées dans l'élite provinciale, le club est champion en 1970, et est promu pour la première fois en Promotion, quatrième et dernier niveau national. Le club termine dans la deuxième moitié du classement lors deux premières saisons qu'il passe à ce niveau, respectivement douzième et onzième. Il termine quatrième pour sa troisième saison en Promotion, et finalement, en 1974, le club remporte sa série et est promu en Division 3. Dès sa première saison au troisième échelon national, le club termine à une fort belle quatrième place. Les joueurs de Zonhoven ne peuvent rééditer cette performance, et deux ans plus tard, ils terminent à la dernière place, synonyme de retour en Promotion après trois saisons en troisième division.
Le Zonhoven VV termine régulièrement dans le milieu de classement ou dans le « subtop », mais sans parvenir à décrocher un nouveau titre qui lui aurait permis de remonter en Division 3. Les résultats deviennent moins bons vers la fin des années 1980, et le club doit se battre pour son maintien. Le club est reconnu « Société Royale » le 3 février 1989, célébrant ainsi ses cinquante ans d'existence dans un climat sportif difficile. Le 7 juin 1989 l'entité abandonne la mention "Football Club" et redevient brièvement Zonhoven Vlug en Vrij, car à partir du 1er juillet 1989, le club prend l'appellation de Koninklijke Zonhoven Vlug en Vrij'. Sportivement, il ne peut éviter la relégation l'année suivante, et doit retourner en provinciales après vingt saisons disputées dans les divisions nationales.
Deux ans après avoir quitté la Promotion, le club est relégué en deuxième provinciale, et tombe en troisième un an plus tard. Le K. Zonhoven V&V est dépassé par d'autres plus petits clubs de la localité, comme le SK Zonhoven, Melosport Zonhoven ou le HW Zonhoven. En 2000, le club remonte en deuxième provinciale, et en 2008, il est de retour en première provinciale du Limbourg, où il évolue toujours en 2013-2014.
Dans le courant de la saison 2018-2019 des pourparlers de fusion avec un autre cercle local, le FC Melosport Zonhoven (9130) aboutissent dès décembre 2018. Les deux cercles qui sont rivaux en P1 limbourgeoise ont déjà conclu un accord pour mettre en commun leur équipes d'âge dès 2017. Cependant le temps de mettre tous les détails en ordre, et les équipes premières de chaque club sont encore inscrites pour la saison 2018-2019. Le « FC Melo » se classe 6e et Zonhoven V&V 12e. La fusion reste effective en juillet 2019, sous le matricule 2780. L'équipe senior évolue à la « Herestraat » dans les installations de l'ex-FC Melosport, tandis que le site dit « De Basvelden » du Vrij en Vlug sont destinées aux équipes de jeunes.

## Anciens logos

ancien logo du K. Zonhoven V&V jusqu'en 2019

## Résultats dans les divisions nationales
Statistiques mises à jour le 24 juin 2013

### Palmarès
- 1 fois champion de Belgique de Promotion en 1974.

### Bilan
| Niv | Divisions     | Jouées | Titres | TM Up | TM Down |
| --- | ------------- | ------ | ------ | ----- | ------- |
| I   | 1re nationale | 0      | 0      |       |         |
| II  | 2e nationale  | 0      | 0      |       |         |
| III | 3e nationale  | 3      | 0      |       |         |
| IV  | 4e nationale  | 17     | 1      |       |         |
| V   | 5e nationale  | 0      | 0      |       |         |
|     |               |        |        |       |         |
|     | TOTAUX        | 20     | 1      | 0     | 0       |

- TM Up : test-match pour départager des égalités, ou toutes formes de Barrages ou de Tour final pour une montée éventuelle.
- TM Down : test-match pour départager des égalités, ou toutes formes de Barrages ou de Tour final pour le maintien.

### Classements
| Ordre               | Saison  | Nom du club     | Niveau             | Classement final | Remarques         |
| ------------------- | ------- | --------------- | ------------------ | ---------------- | ----------------- |
| 1                   | 1970-71 | Zonhoven FC V&V | Promotion série C  | 11e/16           |                   |
| 2                   | 1971-72 | Zonhoven FC V&V | Promotion série C  | 10e/16           |                   |
| 3                   | 1972-73 | Zonhoven FC V&V | Promotion série C  | 4e/16            |                   |
| 4                   | 1973-74 | Zonhoven FC V&V | Promotion série D  | 1er/16           | Champion et promu |
| 5                   | 1974-75 | Zonhoven FC V&V | Division 3 série B | 4e/16            |                   |
| 6                   | 1975-76 | Zonhoven FC V&V | Division 3 série B | 12e/16           |                   |
| 7                   | 1976-77 | Zonhoven FC V&V | Division 3 série B | 16e/16           | Relégué           |
| 8                   | 1977-78 | Zonhoven FC V&V | Promotion série B  | 12e/16           |                   |
| 9                   | 1978-79 | Zonhoven FC V&V | Promotion série A  | 5e/16            |                   |
| 10                  | 1979-80 | Zonhoven FC V&V | Promotion série C  | 6e/16            |                   |
| 11                  | 1980-81 | Zonhoven FC V&V | Promotion série D  | 5e/16            |                   |
| 12                  | 1981-82 | Zonhoven FC V&V | Promotion série C  | 9e/16            |                   |
| 13                  | 1982-83 | Zonhoven FC V&V | Promotion série D  | 3e/16            |                   |
| 14                  | 1983-84 | Zonhoven FC V&V | Promotion série C  | 10e/16           |                   |
| 15                  | 1984-85 | Zonhoven FC V&V | Promotion série D  | 10e/16           |                   |
| 16                  | 1985-86 | Zonhoven FC V&V | Promotion série B  | 5e/16            |                   |
| 17                  | 1986-87 | Zonhoven FC V&V | Promotion série C  | 11e/16           |                   |
| 18                  | 1987-88 | Zonhoven FC V&V | Promotion série C  | 13e/16           |                   |
| 19                  | 1988-89 | Zonhoven FC V&V | Promotion série C  | 12e/16           |                   |
| 20                  | 1989-90 | K. Zonhoven V&V | Promotion série C  | 16e/16           | Relégué           |
| séries provinciales |         |                 |                    |                  |                   |